# سیارک ۱۳۰۹۳
سیارک ۱۳۰۹۳ (به انگلیسی: 13093 Wolfgangpauli، نامگذاری:1992SQ24) سیزده هزار و نود و سومین سیارک کشف شده‌است که در ۲۱ سپتامبر ۱۹۹۲ کشف شد.
قدر مطلق سیارک برابر ۱۲٫۶۰ است.